# Microbiota polmonare

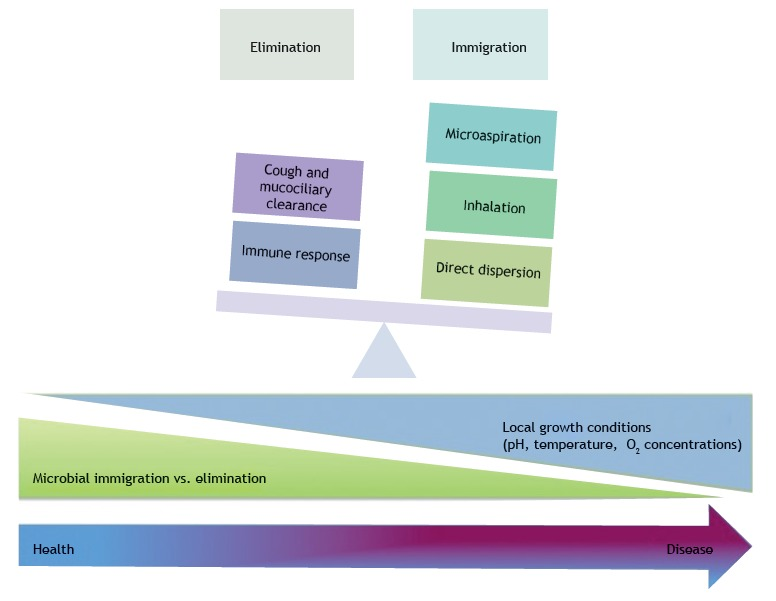
Determinanti del microbioma polmonare e dell'asse intestino-polmone. La composizione del microbiota umano è determinata dall'associazione di fattori ambientali, risposta immunitaria dell'ospite e caratteristiche genetiche.

Il microbiota polmonare o microbioma polmonare, è la comunità microbica polmonare costituita da una complessa varietà di microrganismi presenti nel tratto respiratorio inferiore in particolare sullo strato mucoso e sulle superfici epiteliali. Questi microrganismi includono batteri, funghi, virus e batteriofagi. 
La parte batterica del microbiota è stata studiata in dettaglio, esso consiste in un nucleo di nove generi: Prevotella, Sphingomonas, Pseudomonas, Acinetobacter, Fusobacterium, Megasphaera, Veillonella, Staphylococcus e Streptococcus.
Questi sono aerobi, ma anche anaerobi e batteri aerotolleranti. Le comunità microbiche sono molto variabili in particolari individui e si compongono di circa 140 famiglie distinte. L'albero bronchiale, ad esempio, contiene una media di 2000 genomi batterici per cm2  di superficie. I batteri nocivi o potenzialmente dannosi vengono rilevati routinariamente nei campioni respiratori. I più significativi sono Moraxella catarrhalis, Haemophilus influenzae e Streptococcus pneumoniae. Sono noti per causare disturbi respiratori in particolari condizioni, specie quando il sistema immunitario umano è compromesso. Il meccanismo con cui persistono nelle vie aeree inferiori in individui sani è sconosciuto.
I generi fungini che si trovano comunemente costituiscono il micobioma polmonare, nel microbiota del polmone, e includono Candida, Malassezia, Neosartorya, Saccharomyces e Aspergillus, tra gli altri.

## Significato clinico

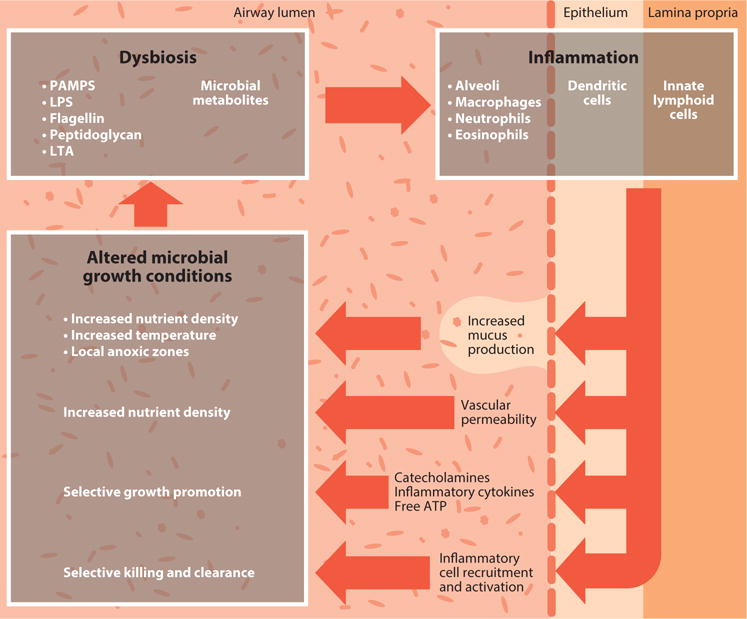
Il ciclo dell'infiammazione-disbiosi.

I cambiamenti nella composizione della comunità microbica sembrano svolgere un ruolo nella progressione di tali disturbi polmonari come la broncopneumopatia cronica ostruttiva (BPCO), l'asma e la fibrosi cistica.
Nell'uomo, lo Staphylococcus aureus fa parte del normale microbiota presente nel tratto respiratorio superiore, sulla pelle e nella mucosa intestinale.
Lo Staphylococcus aureus, insieme a specie simili che possono colonizzare e agire in simbiosi possono causare malattie se iniziano a prendere il sopravvento sui tessuti che hanno colonizzato o se invadono altri tessuti, essi sono stati chiamati "patobionti".  Allo stesso modo, lo Staphylococcus aureus resistente alla meticillina (MRSA) può colonizzare le persone senza provocare malattia.
La presenza di generi come Mycoplasma, Pseudomonas e Staphylococcus è correlata allo stato stabile di BPCO. D'altra parte, Prevotella, Mesorhizobium, Microbacterium, Micrococcus, Veillonela, Rhizobium, Stenotrophomonas e Lactococcus sono presenti principalmente nella coorte degli individui sani.
L'abbondanza relativa di Proteobatteri è aumentata nei bambini asmatici. Pseudomonas aeruginosa, Staphylococcus aureus e Burkholderia cepacia si trovano più spesso nei pazienti con fibrosi cistica.
Il sequenziamento ad alto rendimento e gli approcci di sequenziamento dell'intero genoma forniranno ulteriori informazioni sulla complessità e l'implicazione fisiologica dei batteri commensali nel tratto respiratorio inferiore.

## Microbiota del tratto respiratorio

Tratto respiratorio

| Nome binomiale               | Distribuzione                 |
| ---------------------------- | ----------------------------- |
| Acinetobacter spp            | Nasofaringe                   |
| Burkholderia cepacia complex | Polmone                       |
| Campylobacter sputorum       | Nasofaringe                   |
| Candida albicans             | Faringe                       |
| Cardiobacterium spp          | Naso                          |
| Chlamydophila pneumoniae     | Polmone                       |
| Citrobacter freundii         | Gola                          |
| Eikenella corrodens          | Distribuzione generale        |
| Haemophilus spp              | Nasofaringe                   |
| Haemophilus parainfluenzae   | Faringe                       |
| Haemophilus paraphrophilus   | Faringe                       |
| Kingella spp                 | Tratto respiratorio superiore |
| Kingella kingae              | Tratto respiratorio superiore |
| Moraxella spp                | Nasofaringe                   |
| Moraxella catarrhalis        | Nasofaringe                   |
| Mycoplasma orale             | Orofaringe                    |
| Mycoplasma pneumoniae        | Epitelio respiratorio         |
| Neisseria spp                | Nasofaringe                   |
| Neisseria cinerea            | Nasofaringe                   |
| Neisseria elongata           | Faringe                       |
| Neisseria gonorrhoeae        | Faringe                       |
| Neisseria lactamica          | Nasofaringe                   |
| Neisseria meningitidis       | Nasofaringe                   |
| Neisseria mucosa             | Nasofaringe                   |
| Neisseria sicca              | Nasofaringe                   |
| Peptococcus spp              | Tratto respiratorio superiore |
| Peptostreptococcus spp       | Faringe                       |
| Pseudomonas aeruginosa       | Polmone                       |
| Selenomonas sputigena        | Nasofaringe                   |
| Staphylococcus aureus        | Naso                          |
| Streptobacillus spp          | Gola, Nasofaringe             |
| Streptococcus constellatus   | Orofaringe                    |
| Streptococcus intermedius    | Orofaringe                    |
| Streptococcus mitis          | Distribuzione generale        |
| Streptococcus pyogenes       | Tratto respiratorio superiore |
| Streptococcus viridans       | Faringe                       |